# Luigi Ganapini
Luigi Ganapini (* 1939; † 25. Dezember 2023) war ein italienischer Zeithistoriker. Er ist insbesondere mit Arbeiten zur italienischen Sozialrepublik und zum Bürgerkrieg der Jahre 1943 bis 1945 in Erscheinung getreten.
Ganapini lehrte an den Universitäten Bologna und Triest. Bis zu seiner Emeritierung war er ordentlicher Professor an der Universität Bologna. Von 1996 bis 2000 war er Direktor der Fondazione ISEC – Istituto per la storia dell’età contemporanea in Sesto San Giovanni, von 2000 bis 2004 Präsident der ebenda befindlichen Associazione Duccio Bigazzi per la storia dell’impresa e del mondo del lavoro. Von 2002 bis 2003 war er Mitglied im Beirat des Mailänder Istituto Nazionale Ferruccio Parri.
Ganapinis 1999 erschienenes Buch La Repubblica delle Camicie Nere bietet eine Mentalitätsgeschichte der Anhänger der Republik von Salò, insbesondere der Kämpfer und der Politiker und Funktionäre, zu denen auch die Verfechter einer Sozialisierung zählten. Das 2012 veröffentlichte Buch Voci dalla guerra civile erzählt die Geschichte des Bürgerkriegs 1943 bis 1945 aus der Perspektive gewöhnlicher Italiener; es stützt sich auf Tagebücher aus dem nationalen Tagebucharchiv (Archivio Diaristico Nazionale) in Pieve Santo Stefano.

## Schriften (Auswahl)
Monographien
- Giorni di tarda estate. Guerra civile nell’Italia del duce. BFS, Ghezzano 2022.
- Voci dalla guerra civile. Italiani nel 1943–1945. Il mulino, Bologna 2012. (Digitalisat).
- La  Repubblica  delle  Camicie  Nere.  I  combattenti,  i  politici,  gli  amministratori,  i  socializzatori. Garzanti, Mailand 1999,  ISBN  88-11-69309-8. (Rezension 1, Rezension 2 (italienisch))
- Una città, la guerra. Lotte di classe, ideologie e forze politiche a Milano 1939–1951. Angeli, Mailand 1988.
- La Ricostruzione nella grande industria. Strategia padronale e organismi di fabbrica nel triangolo 1945–1948. De Donato, Bari 1978.

Herausgeberschaften
- Dall’Europa divisa all'Unione europea. Fondazione ISEC, Sesto San Giovanni 2007.
- (mit Massimo Legnani) L’Italia dei quarantacinque giorni. Studio e documenti. Istituto Nazionale per la Storia del Movimento di Liberazione, Mailand 1969.